# Gerrit Haverkamp
Gerhard (Gerrit) Christiaan Haverkamp (Amsterdam, 15 juni 1872 - Baarn, 16 december 1926) was een schilder en grafisch kunstenaar.
Haverkamp kreeg zijn opleiding waarschijnlijk aan de Tekenschool Felix Meritis in Amsterdam. Daarna werd hij geadviseerd door de etser-lithograaf Maurits Willem (Mau) van der Valk (1857-1935). Qua schilderen was hij autodidact. Hij was lid van de kunstenaarsvereniging Arti et Amicitiae (Arti, Amsterdam) en van de Vereeniging tot Bevordering der Grafische Kunsten 'De Grafische'.

## Genre en techniek
Gerrit Haverkamp schilderde meest met olieverf en aquarel. Bij zijn tekeningen gebruikte hij meest potlood, zwart krijt of Oost-Indische inkt. Zijn etsen leggen nadruk op het grafische werk. De grote gedetailleerdheid in zijn werk getuigt van zorgvuldig observeren.  

## Onderwerpen
Onderwerpen zijn vooral landschap en architectuur. Zo maakte hij stadsgezichten in Amsterdam, Leiden en Antwerpen met havengezichten en grachten. Van het platteland zijn boerderijen en boerenlandschappen bekend, maar ook bos- en duinlandschappen. Ook maakte hij tekeningen van Soest, de Vinkeveense Plassen, een boerderij bij Abcoude en een strand te Katwijk. Met name de luchten in zijn landschappen geven een ruimtelijke suggestie. 
Een ander thema was kerken en kerkinterieurs, b.v. uit Katwijk-Binnen en de Pieterskerk te Leiden. 
Hoewel Haverkamp ook enkele portretten maakte, zijn mensen en dieren in zijn werk zelden meer dan stoffering.

## Veel woonplaatsen
Haverkamp woonde in zijn jeugd aan de Bloemgracht 133 in Amsterdam. Hij trouwde in 1907 met Johanna Machwirth (1874-1945). Hij woonde en werkte op zeer veel plaatsen, zo werkte hij enige tijd in Parijs, Brussel en Antwerpen. Hij woonde in Abcoude, Delden, Den Haag, Hattem, Hoorn, Soest, Nunspeet, Zuid-Limburg, Katwijk aan Zee en Scherpenzeel, maar vestigde zich in 1919 uiteindelijk in Soest.
Gerrit Haverkamp werd begraven op de Nieuwe algemene begraafplaats aan de Wijkamplaan in Baarn.
- Biografisch Portaal: 91498942
- International Standard Name Identifier: 0000 0000 6963 714X
- Nederlandse Thesaurus van Auteursnamen: 217837069
- RKD-Nederlands Instituut voor Kunstgeschiedenis: 36573
- Union List of Artist Names: 500006889
- Virtual International Authority File: 95722880
- WorldCat: E39PBJqbg4vgbQ6YFr4FvdvbVC